# گانا
گانا شهری در شهرستان دولوگو در استان بازگا در بورکینافاسوی مرکزی است و جمعیت آن ۱۶۹۲ نفر است.